# 보이지 않는 생쥐
보이지 않는 생쥐(The Invisible Mouse)는 1947년 9월 27일에 만들어진 톰과 제리 시리즈 중의 33번째 작품이다.

## 줄거리
제리는 톰에게 쫓기다가 화학 실험도구 상자 속의 투명잉크에 빠진다. 투명인간이 된 제리는 톰을 혼내줬다. 그러나 톰은 범인이 제리라는 것을 알고 제리를 잡으려다 제리에게 골프채로 엉덩이를 맞고 스파이크 옆으로 간다. 제리는 골프채로 스파이크를 때리고 골프채를 톰의 손에 쥐어준다. 스파이크는 톰을 때리고, 제리는 집으로 들어가 초코우유를 마시는데 우유를 마시자 제리의 모습이 나타난다.